# ريتشارد بلاس
ريتشارد بلاس هو مجرم كندي، ولد في 24 أكتوبر 1945 في مونتريال في كندا، وتوفي في 24 يناير 1975 في فال دافيد في كندا بسبب إصابة بعيار ناري.